# اوالد شورم
اِوالد شورم (چکی: Evald Schorm؛ ۱۵ دسامبر ۱۹۳۱ – ۱۴ دسامبر ۱۹۸۸) کارگردان فیلم، فیلم‌نامه‌نویس و بازیگر اهل جمهوری چک بود.

از فیلم‌ها یا برنامه‌های تلویزیونی که وی در آن نقش داشته‌است، می‌توان به گزارش یک جشن و مهمانانش اشاره کرد.